# Acció del 9 d'agost de 1780
La acció del 9 d'agost de 1780, captura del doble comboi anglès de 1780 o batalla del cap de Santa Maria (1780) es va produir en el marc de la Guerra d'Independència dels Estats Units, quan partint de la informació proporcionada pels serveis d'intel·ligència espanyols, una flota combinada hispanofrancesa al comandament del director general de l'Armada Espanyola, Luis de Córdova y Córdova, va aconseguir capturar gairebé sense resistència i quan encara no s'havien separat a dos combois anglesos, un amb destinació a l'Índia i un altre amb destinació a Amèrica, que carregats de tropes, pertrets i armes es dirigien a donar suport a les guerres colonials angleses a ultramar.
Les pèrdues van suposar per al Regne Unit el major desastre logístic de la seva història naval, superant fins i tot al sofert pel comboi PQ 17, perdut davant forces alemanyes més d'un segle i mig després, durant la Segona Guerra Mundial. El nombre de vaixells i homes capturats, així com la quantitat de més d'un milió de lliures esterlines en lingots i monedes d'or que van passar a mans espanyoles, van provocar fortes pèrdues en la borsa de Londres, el que va perjudicar greument les finances per poder sostenir les llunyanes guerres que lliurava.